# 문학역
문학역(文鶴驛)은 수인선에 존재했던 철도역으로, 수인선이 개통한 직후 얼마 안 되어 폐지되었다. 수인선이 표준궤로 개량됨과 동시에 복선 전철화가 이루어졌으나, 영업을 재개하지는 않았다.

## 역사
- 1937년 8월 5일 : 정류장 등급으로 영업 개시[1]
- 일제강점기 : 폐역